# Křenov
Křenov település Csehországban, a Svitavyi járásban. Křenov Jevíčko, Březina, Dlouhá Loučka, Janůvky, Městečko Trnávka és Pohledy településekkel határos. Lakosainak száma 407 fő (2024. január 1.).

## Népesség
A település lakosságának változását az alábbi diagram mutatja:
| Lakosok száma | 899  | 937  | 741  | 381  | 407  | 426  | 398  | 395  | 412  | 407  |
|               | 1869 | 1890 | 1921 | 1950 | 1980 | 2001 | 2017 | 2019 | 2022 | 2024 |